# USS Energy (AMc-78)
USS Energy (AMc-78) – trałowiec typu Accentor. Pełnił służbę w United States Navy w czasie II wojny światowej.
Jego stępkę położono w firmie W. A. Robinson, Inc., w Ipswich (Massachusetts). Zwodowano go 20 września 1941. Wszedł do służby 1 stycznia 1942. Wycofany ze służby 9 listopada 1942. Otrzymał status "in-service".
W czasie wojny pełnił służbę na Atlantyku w pobliżu wschodniego wybrzeża USA w 1. Dystrykcie Morskim.
Sprzedany w 1960.